# آيندهوفن
آيندهوفن Eindhoven  هي مدينة وبلدية جنوبي هولندا بمقاطعة شمال برابنت جنوب هولندا، وتعني باللغة الهولندية «الحوافر الأخيرة». تعدّ المدينة خامس أكبر مدينة في هولندا من حيث تعداد السكان بعدد سكان يبلغ 221.101 نسمة نسبةً لإحصائية البلدية في شهر نوفمبر 2013. تبلغ مساحة المدينة 88.84 كم². ولا تزال المدينة في نمو مستمر حيث أن تعداد السكان لعام 2009 كان يبلغ 212.342 ويتوقع أن يرتفع التعداد السكاني فيها ليصل عام 2020 ل231.000. تشتهر المدينة بوجود شركة فيليبس بها، وكذلك نادي بي إس في آيندهوفن لكرة القدم. كما تقع بها جامعة آيندهوفن للتكنولوجيا.

## طوبوغرافيا
خريطة طوبوغرافية هولندية لبلدية آيندهوفن، سبتمبر 2014، (تقرأ بعد ثلاث نقرات على الخريطة).

## توأمة
لآيندهوفن اتفاقيات توأمة مع كل من:
- ياش
- بياويستوك (1992 - )
- تشينانديغا
- Emfuleni Local Municipality [الإنجليزية]‏
- القضارف
- مينسك
- بايو

## أعلام
- بول هارهويس
- رودلف فرانك
- سويرد موي ويلتن
- بيت ستينكامب
- شيف فان رون
- فيليب كوكو
- كريستيان ألبيرس
- ريك سميتس
- عثمان بقال
- ستيوارت روبلس دي ميدينا